# Victor Loulergue
Victor Loulergue, né le 27 octobre 2004 à Guéret, est un coureur cycliste français. Il est membre de l'équipe Bourg-en-Bresse Ain Cyclisme.

## Biographie
Victor Loulergue a grandi à Saint-Michel-de-Veisse, un village de la Creuse. Vers l'âge de quatorze ans, il commence à pratiquer le cyclisme de manière régulière en prenant une licence au Vélo Club Aubussonnais. Il poursuit sa progression au sein de la formation Creuse Oxygène, implantée à Guéret. Décrit comme un puncheur, il se fait notamment remarquer dans une manche de la Coupe de France juniors en 2022. Il évolue ensuite dans le centre de formation d'AG2R Citroën en 2023, pour ses débuts espoirs. 
Après la disparition d'AG2R Citroën U23, il décide de rejoindre le club Bourg-en-Bresse Ain Cyclisme en 2024. Chez les amateurs, il parvient à s'imposer sur une étape du Tour de Côte-d'Or. Il finit par ailleurs cinquième de la Classique Puisaye-Forterre, une épreuve de la Coupe de France N1. Au niveau international, il se classe neuvième d'une étape du Tour de l'Avenir, sous les couleurs d'une sélection régionale. Il termine également septième de Paris-Tours espoirs, pour sa dernière course de la saison (sur route). 
En 2025, il confirme ses aptitudes en étant l'un des meilleurs amateurs français. Il remporte ainsi une épreuve des Boucles du Haut-Var, le Circuit des Quatre Cantons, la course Annemasse-Bellegarde et retour et une étape du Circuit de Saône-et-Loire, qu'il conclut à la deuxième place du classement général. Au mois de mai, il se classe deuxième d'une étape de la Ronde de l'Isard, derrière son coéquipier Huw Buck Jones. Quelque temps plus tard, il gagne l'étape inaugurale de la Course de la Paix espoirs, pour sa toute première sélection en équipe de France.

## Palmarès et résultats

### Par année
- 2022
  - Primevère Montoise
  - Prix Albert-Gagnet
  - 2e de la Ronde Sud Bourgogne
- 2024
  - 2e étape du Tour de Côte-d'Or
  - 2e du Bol d'Or des amateurs
- 2025
  - 1re épreuve des Boucles du Haut-Var
  - Circuit des Quatre Cantons
  - Annemasse-Bellegarde et retour
  - 2e étape du Circuit de Saône-et-Loire
  - 1re étape de la Course de la Paix-Grand Prix Jeseníky
  - Tour de Côte-d'Or : 
    - Classement général
    - 2e étape

  - 2e de Bourg-Arbent-Bourg
  - 2e du Circuit de Saône-et-Loire
  - 3e du Tour Agglo Bourg-en-Bresse
  - 3e du Trophée Roger-Walkowiak

### Classements mondiaux
| Année           | 2024   |
| --------------- | ------ |
| UCI Europe Tour | 1 598e |